# Finale de la Coupe du monde de football 1930
La finale de la Coupe du monde de football de 1930 voit s'affronter les équipes d'Uruguay et d'Argentine. Le pays hôte uruguayen remporte la première édition de la Coupe du monde sur le score de 4-2.

## Parcours des finalistes
Le premier tour du tournoi est organisé en poules : les vainqueurs de groupe se qualifient pour les demi-finales. L'Argentine termine première du groupe 1 et l'Uruguay remporte le groupe 3. Les deux équipes sud-américaines retrouvent donc au stade des demi-finales les deux autres vainqueurs de groupe, les États-Unis et de la Yougoslavie. Les Argentins éliminent les Américains sur un score 6-1 et l'Uruguay gagne sur le même score face aux Yougoslaves.

### Parcours de l'Uruguay

#### Premier tour
| Rang | Équipe   | Pts | J | G | N | P | Bp | Bc | Diff |  | Résultats (▼ dom., ► ext.) |  |     |     |
| ---- | -------- | --- | - | - | - | - | -- | -- | ---- |  | -------------------------- |  | --- | --- |
| 1    | Uruguay  | 4   | 2 | 2 | 0 | 0 | 5  | 0  | +5   |  | Uruguay                    |  | 4-0 | 1-0 |
| 2    | Roumanie | 2   | 2 | 1 | 0 | 1 | 3  | 5  | -2   |  | Roumanie                   |  |     | 3-1 |
| 3    | Pérou    | 0   | 2 | 0 | 0 | 2 | 1  | 4  | -3   |  | Pérou                      |  |     |     |

#### Demi finale
| Demi-finale                                           | Uruguay                                                                                                 | 6 – 1   | Yougoslavie |                                                                              |                                                                              |
| 27 juillet 1930 · 14 h 45 · Historique des rencontres | Cea 19e, 66e, 72e · Anselmo 21e, 23e · Iriarte 63e                                                      | (3 - 1) | 4e Vujadinović                                                                                                   | Stade Centenario (Montevideo) Spectateurs : 79 867 Arbitrage : Gilberto Rêgo | Stade Centenario (Montevideo) Spectateurs : 79 867 Arbitrage : Gilberto Rêgo |
| 27 juillet 1930 · 14 h 45 · Historique des rencontres | Rapport                                                                                                 |         | | Stade Centenario (Montevideo) Spectateurs : 79 867 Arbitrage : Gilberto Rêgo | Stade Centenario (Montevideo) Spectateurs : 79 867 Arbitrage : Gilberto Rêgo |
| 27 juillet 1930 · 14 h 45 · Historique des rencontres | Ballestero - Mascheroni, Nasazzi - Andrade, Fernández, Gestido - Dorado, Scarone, Anselmo, Cea, Iriarte | Équipes | Jakšić - Ivković , Mihajlović - Arsenijević, Stefanović, Đokić - Tirnanić, Marjanović, Bek, Vujadinović, Sekulić | Stade Centenario (Montevideo) Spectateurs : 79 867 Arbitrage : Gilberto Rêgo | Stade Centenario (Montevideo) Spectateurs : 79 867 Arbitrage : Gilberto Rêgo |

### Parcours de l'Argentine

#### Premier tour
| Rang | Équipe    | Pts | J | G | N | P | Bp | Bc | Diff |  | Résultats (▼ dom., ► ext.) |  |     |     |     |
| ---- | --------- | --- | - | - | - | - | -- | -- | ---- |  | -------------------------- |  | --- | --- | --- |
| 1    | Argentine | 6   | 3 | 3 | 0 | 0 | 10 | 4  | +6   |  | Argentine                  |  | 3-1 | 1-0 | 6-3 |
| 2    | Chili     | 4   | 3 | 2 | 0 | 1 | 5  | 3  | +2   |  | Chili                      |  |     | 1-0 | 3-0 |
| 3    | France    | 2   | 3 | 1 | 0 | 2 | 4  | 3  | +1   |  | France                     |  |     |     | 4-1 |
| 4    | Mexique   | 0   | 3 | 0 | 0 | 3 | 4  | 13 | -9   |  | Mexique                    |  |     |     |     |

#### Demi finale
| Demi-finale                                           | Argentine | 6 – 1   | États-Unis                                                                                         |                                                                              |                                                                              |
| 26 juillet 1930 · 14 h 45 · Historique des rencontres | Monti 20e · Scopelli 56e · Stábile 69e, 87e · Peucelle 80e, 85e                                                          | (1 - 0) | 89e Brown                                                                                          | Stade Centenario (Montevideo) Spectateurs : 72 886 Arbitrage : John Langenus | Stade Centenario (Montevideo) Spectateurs : 72 886 Arbitrage : John Langenus |
| 26 juillet 1930 · 14 h 45 · Historique des rencontres | Rapport |         | | Stade Centenario (Montevideo) Spectateurs : 72 886 Arbitrage : John Langenus | Stade Centenario (Montevideo) Spectateurs : 72 886 Arbitrage : John Langenus |
| 26 juillet 1930 · 14 h 45 · Historique des rencontres | Botasso - Della Torre, Paternoster - J. Evaristo, Monti, Orlandini - Peucelle, Scopelli, Stábile, Ferreira , M. Evaristo | Équipes | Douglas - Wood, Moorhouse - Gallagher, Tracey, Brown - Gonsalves, Florie , Patenaude, Auld, McGhee | Stade Centenario (Montevideo) Spectateurs : 72 886 Arbitrage : John Langenus | Stade Centenario (Montevideo) Spectateurs : 72 886 Arbitrage : John Langenus |

## Avant match

### Contexte

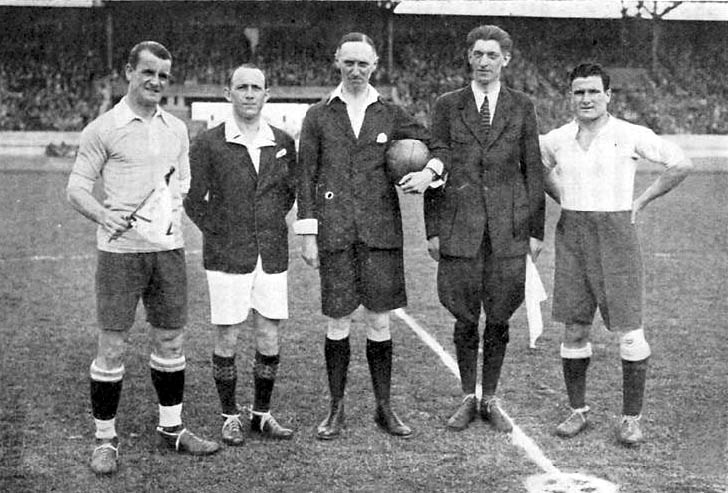
L'Uruguay et l'Argentine s'affrontent pour la médaille d'or lors des Jeux olympiques d'été de 1928.

L'Uruguay et l'Argentine, grands favoris de la compétition, arrivent sans surprise en finale. Les deux sélections entretiennent alors une grande rivalité sportive, les deux pays étant voisins. En effet, les deux capitales, Montevideo et Buenos Aires, ne sont séparés que par le río de la Plata, ce qui permet d'organiser facilement des rencontres entre les deux pays.
Avant la finale, les deux pays se sont déjà affronté une centaine de fois, en seulement une trentaine d'années. La première rencontre entre les deux équipes a lieu le 16 mai 1901, pour le premier match international joué hors du Royaume-Uni. Depuis cette date, elles s'affrontent régulièrement, notamment pour le gain de la Copa Lipton et de la Copa Newton. De plus, depuis 1916, l'Uruguay et l'Argentine se partagent la Copa América, avec six titres pour l'Uruguay et quatre pour l'Argentine,. Le point d'orgue de leurs confrontations se situe lors des Jeux olympiques d'été de 1928. Dans l'épreuve de football, les deux pays parviennent jusqu'en finale. Après un premier match ponctué par un match nul un but partout et donc à rejouer, l'Uruguay remporte la médaille d'or trois jours plus tard en battant l'Argentine deux buts à un.
Avant la finale, l'Uruguay et l'Argentine restent sur un match nul un but partout le 25 mai 1930 pour le compte de la Copa Newton. L'Uruguay est double tenant du titre du tournoi de football aux Jeux olympiques et joue le match à domicile, mais ne s'est imposé qu'une fois sur les huit dernières rencontres entre les deux sélections.

### Préparation du match

Environ 30000 supporteurs argentins traversent le río de la Plata pour la finale.

La finale de la Coupe du monde se déroule dans le Stade Centenario le 30 juillet 1930 à 15 h 30 entre les deux favoris de la compétition, l'Uruguay et l'Argentine. Les deux pays entretiennent alors une grande rivalité sportive, s'étant déjà affronté une centaine de fois. L'Association uruguayenne de football met 10 000 places à disposition des Argentins. La veille du match, une ambiance folle règne sur les quais du port de Buenos Aires, où des dizaines de milliers de supporteurs argentins veulent embarquer à bord des six paquebots affrétés pour effectuer la traversée du río de la Plata. Au milieu des pétards et des cris « victoria o muerte » (« la victoire ou la mort »), ils sont plus de 30 000 à effectuer le voyage avec les navires affrétés, mais aussi avec d'autres embarcations, le nombre de paquebots se révélant vite insuffisant, sans compter les nombreux supporteurs restés à quai,. À leur arrivée, le port de Montevideo est tellement débordé que beaucoup d'entre eux restent un certain temps à quai, manquant le coup d'envoi.
Les portes du stade sont ouvertes à huit heures, plus de cinq heures avant le coup d'envoi, les spectateurs étant fouillés pour éviter l'introduction d'armes à feu dans l'enceinte. À midi, le stade est plein. Il y a officiellement 68 346 spectateurs selon la FIFA, bien que plusieurs sources évaluent ce chiffre à beaucoup plus, de 90 000 à 93 000. La rencontre est particulièrement suivie par les médias, 400 journalistes, pour la plupart sud-américains, assistant au match.
Le Belge John Langenus accepte d'arbitrer la finale quelques heures avant le coup d'envoi après avoir exigé des mesures de protection pour sa sécurité personnelle, en cas de débordements de supporteurs à la suite d'éventuelles décisions arbitrales contestées. L'une de ses requêtes est qu'un bateau soit prêt à partir une heure après la fin du match, dans le cas où il devrait quitter rapidement le pays. De plus, un différend cocasse oppose les deux équipes avant le coup d'envoi. Chacune d'entre elles veut jouer le match avec son propre ballon. Les deux équipes n'arrivant pas à tomber d'accord, John Langenus entre sur le terrain avec un ballon sous chaque bras et les départage à pile ou face. Le ballon argentin gagne et est utilisé pour la première mi-temps, le ballon uruguayen l'étant pour la seconde période.

## Match

Le onze uruguayen avant de disputer la finale. Debout : Gestido, Nasazzi, Ballestrero, Mascheroni, Andrade et Fernández. Accroupis : Dorado, Scarone, Castro, Cea et Iriarte.

### Composition des équipes
L'Argentine effectue deux changements par rapport à sa demi-finale. Francisco Varallo, bien que légèrement blessé à la jambe, retrouve sa place en attaque aux dépens d'Alejandro Scopelli et Rodolfo Orlandini cède sa place au milieu à Pedro Suárez. L'Uruguay effectue un seul changement par rapport à son match précédent, au poste d'avant-centre, Héctor Castro prenant la place de Peregrino Anselmo, malade.

### Résumé du match
Malgré le tirage au sort du ballon favorable aux Argentins, l'Uruguay ouvre le score dès la 12e minute de jeu par l'ailier droit Pablo Dorado, d'un tir à ras de terre de la droite qui rentre après avoir frappé le poteau. Bien organisés, les Argentins égalisent huit minutes plus tard par leur ailier droit Carlos Peucelle, qui marque après avoir éliminé son défenseur à la suite d'une passe de Manuel Ferreira. L'Argentine continue sur sa lancée et prend l'avantage par son avant-centre Guillermo Stábile à la 37e minute de jeu, malgré les protestations du capitaine uruguayen José Nasazzi, qui réclame un hors-jeu. Les deux équipes se séparent alors à la mi-temps sur ce score de deux buts à un pour l'Argentine. Dès le début de la seconde mi-temps, l'Uruguay se rue à l'attaque. Le milieu argentin Luis Monti manque une occasion de porter le score à trois buts à un puis son coéquipier Francisco Varallo frappe sur la barre transversale, aggravant sa blessure sur le coup. Les Uruguayens en profitent, attaquent en nombre et parviennent à égaliser peu avant l'heure de jeu par Pedro Cea. Dix minutes plus tard, à la 68e minute de jeu, l'attaquant uruguayen Héctor Scarone adresse une passe à l'ailier gauche Santos Iriarte, qui envoie le ballon dans les filets d'une frappe fulgurante, sous les cris et les encouragements des supporteurs uruguayens, dont leur équipe reprend l'avantage. L'Argentine essaye alors d'égaliser ; Guillermo Stábile envoie un tir sur la barre transversale, puis, sur l'action suivante, l'avant-centre uruguayen Héctor Castro ajoute un nouveau but de la tête dans les dernières minutes de jeu, scellant le résultat du match,.

Scènes de la finale de la Coupe du monde 1930
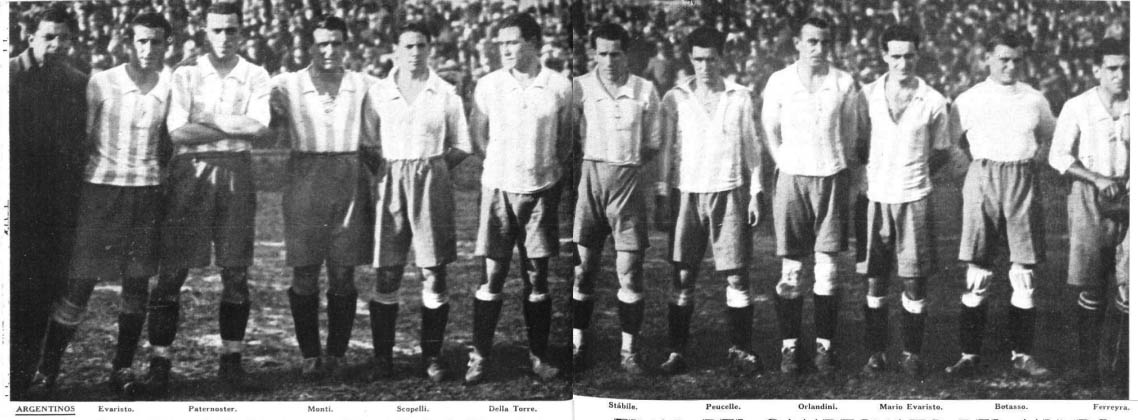
Équipe d'Argentine : J. Evaristo, Paternoster, Monti, Scopelli, Della Torre, Stábile, Peucelle, Orlandini, M. Evaristo, Botasso et Ferreira.
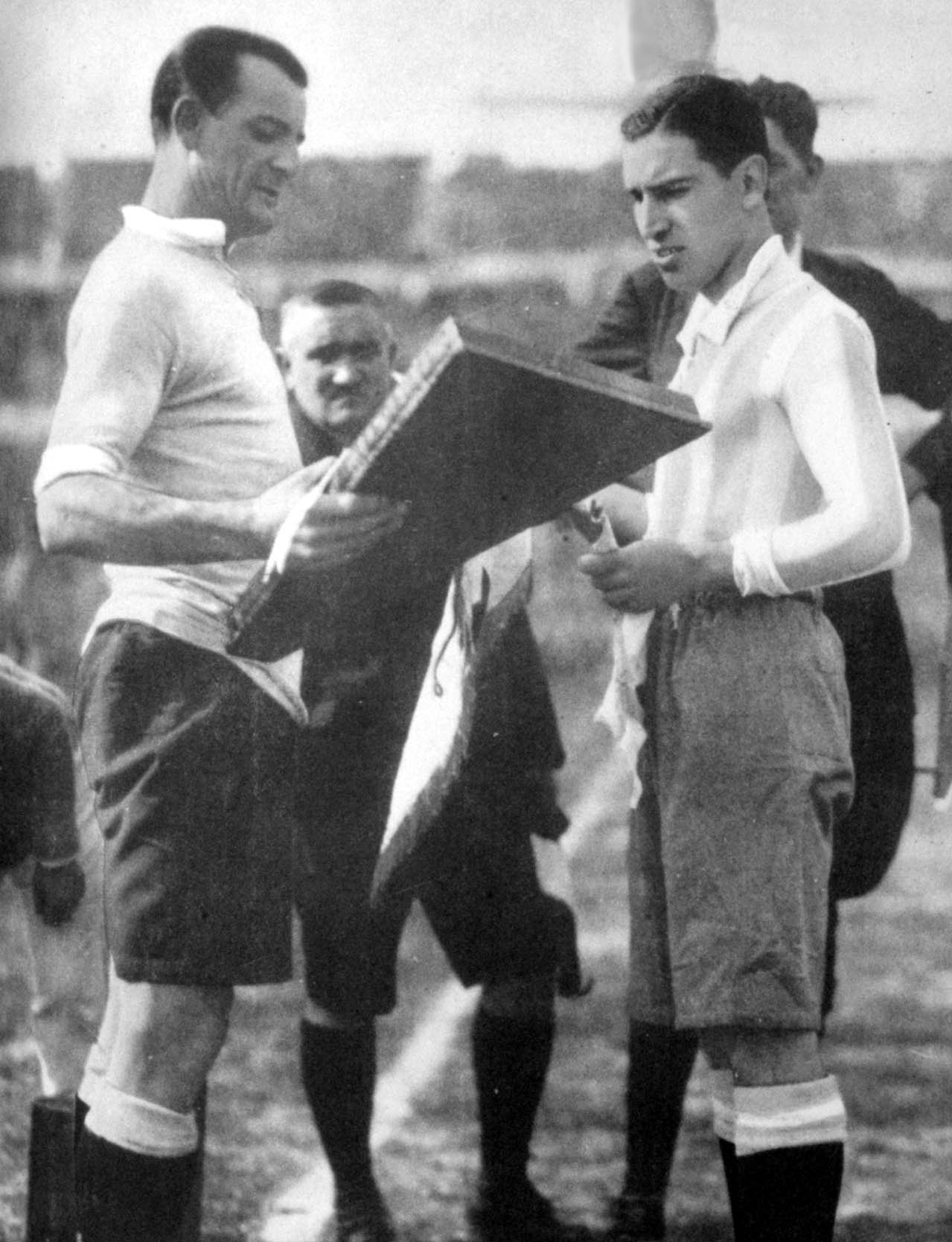
Les capitaines Nasazzi et Ferreira.
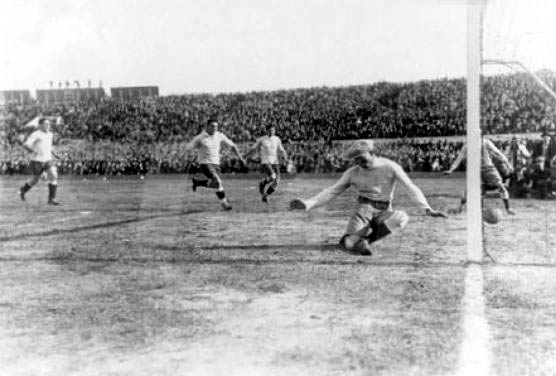
Ouverture du score par Pablo Dorado.
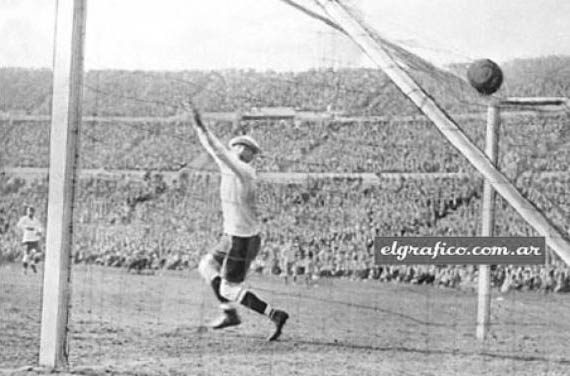
Égalisation de Carlos Peucelle.
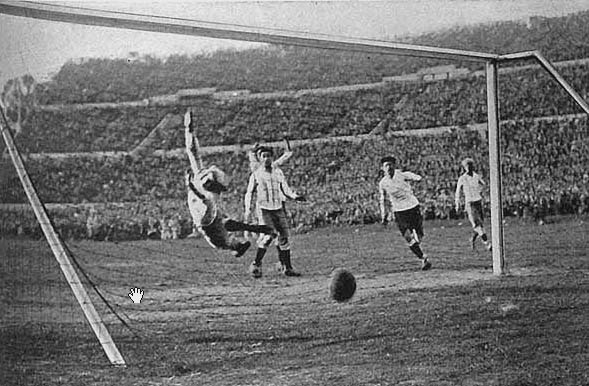
Dernier but du match, signé Héctor Castro.

### Feuille de match
| 30 juillet 1930                     | Uruguay                                         | 4 - 2   | Argentine                  | Stade Centenario (Montevideo)                                        |                                                                      |
| 15 h 30 · Historique des rencontres | Dorado 12e · Cea 57e · Iriarte 68e · Castro 90e | (1 - 2) | 20e Peucelle · 37e Stábile | Spectateurs : 68 346 · Arbitrage : John Langenus · Photos du match · | Spectateurs : 68 346 · Arbitrage : John Langenus · Photos du match · |
| 15 h 30 · Historique des rencontres | Rapport                                         |         |                            | Spectateurs : 68 346 · Arbitrage : John Langenus · Photos du match · | Spectateurs : 68 346 · Arbitrage : John Langenus · Photos du match · |

| Uruguay | Argentine |

|                                      |                      | \| \| \| \| \| \| \| \| \| \| \| \| Juan Botasso \| \| \| \| D \| José Della Torre \| \| \| \| D \| Fernando Paternoster \| \| \| \| M \| Pedro Suárez \| \| \| \| M \| Luis Monti \| \| \| \| M \| Juan Evaristo \| \| \| \| A \| Mario Evaristo \| \| \| \| A \| Manuel Ferreira \| \| \| \| A \| Guillermo Stábile \| \| \| \| A \| Francisco Varallo \| \| \| \| A \| Carlos Peucelle \| \| \| \| Entraîneurs : \| \| \| \| \| Francisco Olazar Juan José Tramutola \| \| \| \| |  |
|                                      |                      | |  |
|                                      |                      | |  |
| Gardien de but                       | Juan Botasso         | |  |
| D                                    | José Della Torre     | |  |
| D                                    | Fernando Paternoster | |  |
| M                                    | Pedro Suárez         | |  |
| M                                    | Luis Monti           | |  |
| M                                    | Juan Evaristo        | |  |
| A                                    | Mario Evaristo       | |  |
| A                                    | Manuel Ferreira      | |  |
| A                                    | Guillermo Stábile    | |  |
| A                                    | Francisco Varallo    | |  |
| A                                    | Carlos Peucelle      | |  |
| Entraîneurs :                        |                      | |  |
| Francisco Olazar Juan José Tramutola |                      | |  |

| Arbitres assistant : Ulises Saucedo Henry Christophe |

## Après match
À la fin de la rencontre, Jules Rimet remet le trophée portant son nom au président de l'Association uruguayenne de football, Raúl Jude, puis les joueurs entament un tour d'honneur avec le trophée pour célébrer leur victoire dans cette première Coupe du monde. Les rues de Montevideo sont alors envahies par des dizaines de milliers de supporteurs qui célèbrent la victoire de leur pays, le lendemain, le 31 juillet étant même proclamé fête nationale. En marge du match, des accidents sont à déplorer à Buenos Aires, où une centaine de supporteurs argentins déçus se rejoignent devant l'ambassade d'Uruguay pour y jeter des pierres, obligeant les policiers à faire usage de leurs revolvers pour rétablir l'ordre,.

## Anecdotes
L'avant-centre uruguayen Héctor Castro était manchot: il lui manquait une main, qu'il avait perdue accidentellement durant l'enfance. Il s'agit donc du premier et jusqu'ici seul footballeur en situation de handicap physique ayant remporté la Coupe du monde.